# Internado Benéfico Provincial
El Internado Benéfico Provincial fue un edificio histórico de la ciudad española de Albacete ubicado en el lugar que hoy ocupa la Ciudad de la Justicia.

## Historia
La construcción del inmueble fue aprobada en 1950 por la Diputación de Albacete. Fue proyectado por el arquitecto Baldomero Pérez Villena. Las obras comenzaron en 1952 y fue inaugurado en 1955 con el nombre de Internado Benéfico Virgen de la Milagrosa, en el cual las Hijas de la Caridad atendían a las personas más necesitadas.
En 1964 el edificio pasó a manos de los Salesianos, que lo convirtieron en colegio hasta 1984, cuando pasó a tener un uso público y se convirtió en Centro Socio Educativo Provincial Giner de los Ríos. El emblemático inmueble fue derribado en 2010 para construir en su lugar la Ciudad de la Justicia de Albacete.